# Basílica Santo Cura d'Ars (Belo Horizonte)
A Basílica Santo Cura d'Ars é uma igreja católica localizada no bairro Prado em Belo Horizonte, Minas Gerais.

## História
A igreja foi inaugurada em 1949, tendo sido construída por padres italianos. No ano de 1986, a então igreja foi elevada a categoria de basílica menor pelo Papa João Paulo II.